# 田中園子
田中 園子（たなか そのこ 1919年5月11日 - 2007年1月5日）は日本の音楽家、ピアニスト、教育者。

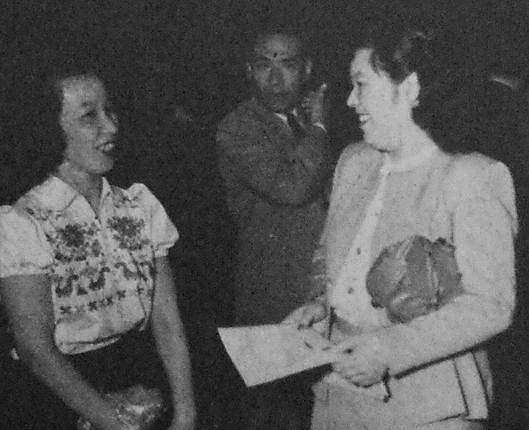
田中園子（左）と笹田和子（右）。1951年

## 経歴
1919年（大正8年）東京都出身。関東大震災に被災後、兵庫県に転居。10歳頃よりピアノを始め、母、田中静（ヴァイオリニスト、1893年（明治26年）8月4日～没年不詳）から手ほどきを受ける。
1937年（昭和12年）神戸第一高等女学校卒業。
アレクサンダー・ミハイロビッチ・ルーチン、レオ・シロタに師事し、1938年（昭和13年）11月、第7回日本音楽コンクールピアノ部門第1位。翌1939年（昭和14年）3月、ビクターよりイタリア協奏曲でレコードデビューしたが、以降ほとんどソロでの活動はせず、伴奏ピアニストの第一人者として、ラジオやステージ等活発な活動を展開。三浦環、平岡養一、諏訪根自子、巌本真理、辻久子、渡辺茂夫らの伴奏を歴任。1969年（昭和44年）昭和音楽短期大学創立に伴い教授に就任し、多くの学生を育てた。1984年（昭和59年）昭和音楽大学教授。1995年（平成7年）昭和音楽大学名誉教授。
晩年は交通事故で背骨を3箇所折る大怪我を負うが復帰。86歳となった2005年（平成17年）9月29日、当時日本最高齢のピアニストとしてソロリサイタルを行った。
2007年（平成19年）1月5日、急性心不全のため東京都内の自宅で死去。87歳没（享年89）。

## 主な伴奏録音
| 独奏者     | 収録アルバム                          | レーベル                                 |
| ---------- | ------------------------------------- | ---------------------------------------- |
| 平岡養一   | 木琴の世界                            | フォンテック RFO-1023                    |
| 平岡養一   | SINGING XYLOPHONE                     | 東芝音工 JSC 3002                        |
| 平岡養一   | 木琴の子守唄                          | フォンテック FOCD-9040                   |
| 平岡養一   | 昭和の名演奏 歌う木琴                 | キングレコード KICS-4035                 |
| 工藤昭二   | マリンバのひびき                      | 東芝音工 LRS291                          |
| 工藤昭二   | マリンバはうたう                      | 東芝音工 TA-6010                         |
| 渡辺茂夫   | 神童 <幻のヴァイオリニスト>           | 東芝EMI TOCE-9154/5                      |
| 渡辺茂夫   | 続・神童                              | 東芝EMI TOCE-9304                        |
| 諏訪根自子 | 永遠なれ 諏訪根自子                   | キングレコード KICC-1064                 |
| 巌本真理   | サラサーテ アンダルシアのロマンス     | 國際文化振興會 KBS-1003A                 |
| 辻久子     | アルベニス マラゲーニャ               | 國際文化振興會 KBS-1003B                 |
| 辻久子     | ツィゴイネルワイゼン モスクワの思い出 | 『世界の音楽9』収録 小学館／朝日ソノラマ |